# Kiirassaare
Kiirassaare is een spookdorp in de Estlandse gemeente Saaremaa, provincie Saaremaa. De plaats heeft de status van dorp (Estisch: küla).
Tot in oktober 2017 behoorde Kiirassaare tot de gemeente Kihelkonna. In die maand ging Kihelkonna op in de fusiegemeente Saaremaa.

## Bevolking
De ontwikkeling van het aantal inwoners blijkt uit het volgende staatje:
| Jaar            | 2000 | 2011 | 2021 |
| --------------- | ---- | ---- | ---- |
| Aantal inwoners | 2    | 0    | 0    |

## Ligging
De plaats ligt aan de westkust van het eiland Saaremaa, aan de Baai van Kiirassaare (Estisch: Kiirassaare laht). De rivier Vesiku komt op de baai uit. De plaats heeft een haven. Kiirassaare maakt deel uit van het Nationale park Vilsandi.

## Geschiedenis
Kiirassaare werd voor het eerst genoemd in 1794 onder de naam Kierasare Ninna, een boerderij op het landgoed van Loona. In 1945 werd Kiirassaare een dorp. Tussen 1977 en 1997 maakte Loona deel uit van Kiirassaare.